# Venanzio Bisini
Venanzio Bisini (Leonessa, 1749 – L'Aquila, 1811 circa) è stato un pittore italiano.

## Biografia
Pittore attivo a Leonessa alla fine del '700, vi nacque nel 1749 da una famiglia di stuccatori e decoratori.
Apprese la sua arte nella bottega del padre, Lorenzo, noto decoratore e pittore. Fu poi allievo del più famoso Giuseppe Viscardi, anche lui di origini leonessane.
Fu iscritto alla Confraternita di Santa Croce e per essa decorò nel 1770, assieme al Viscardi e al padre, la cappella del Crocifisso nella chiesa di San Francesco a Leonessa.
Un'altra sua opera è una tela per l'altare del Suffragio nel Santuario di San Giuseppe da Leonessa, dipinta nel 1777, nel quale raffigura la Madonna con il volto della propria moglie mentre egli si ritrae tra i peccatori nel purgatorio.
A lui si devono anche gli ex voto custoditi nel santuario di San Giuseppe da Leonessa realizzati tra il 1780 ed il 1799.
Intimamente legato alla sua terra e devotissimo al Santo ivi nato è conosciuto anche con l'appellativo di "Pittore di San Giuseppe da Leonessa" per la grande quantità di quadri da lui dipinti raffiguranti il Santo ed i miracoli da questi operati, ivi compresa la raffigurazione dell'apparizione di San Giuseppe accanto ai suoi conterranei durante il tentativo di avanzata delle truppe francesi in territorio borbonico (1799).
Prima di dipingere questa tela, nella veste di Priore della Confraternita di Santa Croce, portò all'Aquila oggetti preziosi per finanziare le spese di armamento delle truppe del Regno di Napoli che si sarebbero opposte all'avanzata napoleonica.
Trasferitosi probabilmente all'Aquila nei primi anni dell'Ottocento, ove è certa la presenza della sua famiglia, non è nota la data della morte.